# 楊應琚
楊應琚（1696年—1766年），字佩之，号松门、又号秋水，祖籍辽海，汉军正白旗人，出生于青海西宁。清朝官員，授东阁大学士。

## 生平
廣東巡撫楊文乾之子。由荫生授户部员外郎。乾隆时，擢山西河东道，寻调甘肃西宁道，乾隆十六年甘肃巡抚。十八年（1753），授山东巡抚。十九年，1754年5月3日－1757年8月31日期間，奉旨接替策楞擔任兩廣總督。全名為「總督兩廣等處地方提督軍務、糧饟兼巡撫事」的該官職，是兼轄廣西地區的廣東、廣西兩省之最高統治者，亦為清朝封疆大吏之一。二十二年，调闽浙总督。二十三年，加太子太保。二十四年，调陕甘总督，改补甘肃总督（驻肃州），晋太子太师。拜東閣大學士。
乾隆三十年，緬甸多次侵擾西南邊陲雲南。乾隆三十一年（1766）正月，劉藻被革职，杨应琚任云贵总督。楊應琚上任後發動反擊戰，收復被佔邊地。楊應琚未經同意，發動戰爭。且虚报战功，自稱殺敵上萬，令賜自盡。伊犁將軍明瑞繼任雲貴總督。
修《西宁府新志》四十卷。

## 家庭
- 祖父清端公楊宗仁 (清朝)，湖廣總督，授世袭骑都尉。胞弟杨宗义，康熙五十七年至雍正元年任河南巡抚。
- 父廣東巡撫楊文乾。母吳氏（父正黄旗汉军、江蘇巡撫吳存禮）。
- 子楊重英（号山斋），乾隆二十七年（1762）補授揚州府知府，后任江蘇按察使。乾隆中赴云贵征缅军前探视父疾，随将军明瑞与缅甸作战；乾隆三十二年（1767）遣往缅方通使议和，被执留，在缅独居佛寺二十余年，不改中国衣冠服饰，乾隆五十三年归还，被乾隆帝比为汉代苏武，并作《高宗纯皇帝御制苏杨论》以表彰（《御笔苏杨论》一卷，存于圆明园四十景第三十七景“廓然大公”之双鹤斋，载《欽定秘殿珠林石渠寶笈續編》）。
- 子杨重谷，雍正五年袭骑都尉，宝庆府知府。
- 子杨重光，乾隆三十二年袭骑都尉（载《钦定八旗通志：正白旗汉军世职》卷304）。
- 孙儿楊長齡（号鹤圃，父楊重英），三等侍衛兼公中佐領，曾任正白旗汉军第五叅领第三佐领（据《钦定八旗通志》）。因父楊重英被执留缅甸，長齡蒙冤入狱二十年，其姊楊瓊華作诗《八月八日闻舍弟长龄蒙恩释狱》：“……泪凝狴犴伤公冶，血洒弓衣愧木兰。绝域丹诚生马角，九重雷雨洗忠肝。遥知多病垂衰母，应为娇儿进一餐”。
- 孙女楊瓊華（清朝）（字瑞芝，1750-1832；父楊重英），敕封太孺人，晋太宜人，著有《綠窗吟草》一卷（清道光十二年（1832）刻本，袁枚于乾隆五十三年作原序，子姚德豫作新序，蒋士铨、汪中、小姑姚素玉等題辭；生平载俞陛云《清代闺秀诗话》、施淑儀《清代閨閣詩人徵略》、沈善寶《名媛詩話》卷5）。夫內務府正白旗漢軍、乾隆戊子科舉人姚明新，著有《春嚴吟草》，其父江宁布政史、西陵总管内务府大臣姚永泰（后代有同治四年（1865年）乙丑科三甲进士斌敏）；胞姊姚素玉，著有《杏雨楼诗稿》，嫁镶黄旗满洲、浙江處州鎮總兵高益（其父总兵高钰 (清朝)，胞伯凉州镇总兵高述明、文渊阁大学士文定公高斌，嫡堂兄文华殿大学士高晋）。其女姚氏，嫁正红旗汉军楊書績（胞兄嘉慶辛酉科進士楊書紹；姑母楊氏嫁宗室永雄，其祖父恆溫親王允祺；子道光丙申恩科進士楊能格；孙儿楊儒，戶部左侍郎、清末外交官）。

## 延伸阅读
[在维基数据编辑]
 《清史稿/卷327》，出自趙爾巽《清史稿》